# Nicole Nicoleitzik
Nicole Nicoleitzik (* 1. August 1995 in Saarlouis, Saarland) ist eine deutsche Leichtathletin in der Startklasse T36, die sich auf Kurzsprints spezialisiert hat.

## Berufsweg
Nicoleitzik besuchte das Sonderpädagogische Bildungs- und Beratungszentrum (SBBZ) in Saarbrücken. Sie ist Angestellte und arbeitet in einem integrativen Drogeriemarkt.

## Sportliche Karriere
Nicole Nicoleitzik tritt in den gleichen Disziplinen an wie ihre ältere Schwester Claudia und erfüllte bereits 2011 die C-Kader-Normen.
2012 nahm Nicoleitzik am paralympischen Jugendlager in London teil. 2013 holte sie bei den IWAS World Junior Games in Mayaguez (Puerto Rico) dreimal Bronze, beim 100- und 200-Meter-Lauf sowie im Weitsprung. 2014 und 2015 wurde Nicoleitzik in diesen drei Disziplinen Internationale Deutsche U20-Meisterin.
2014 holte sie bei den IWAS World Junior Games in Stoke Mandeville Gold in der 4-mal-100-Meter-Staffel mit Vanessa Braun, Uta Streckert und Julia Koball sowie im Weitsprung als auch Bronze über 200 Meter und kam über 100 Meter auf einen 4. Rang. 2015 wurde Nicoleitzik bei den IWAS World Junior Games in Stadskanaal U23-Vizeweltmeisterin auf der halben Stadionrunde und kam über 100 Meter auf den vierten sowie beim Weitsprung auf den 5. Platz.
2016 errang Nicoleitzik die Vizemeisterschaft im Weitsprung und erreichte über 100 und 200 Meter jeweils den 3. Platz. Am 1. August erfuhr sie von ihrer Nominierung zu den Paralympischen Spielen in Rio de Janeiro, wo sie im Weitsprung auf den zehnten, beim 100-Meter-Lauf mit persönlicher Bestleistung von 14,49 s auf den zwölften, und in der 4-mal-100-Meter-Staffel mit Maria Seifert, ihrer Schwester Claudia und Lindy Ave auf den 4. Platz kam.
2018 holte Nicoleitzik bei den IPC-Europameisterschaften in Berlin jeweils Gold auf den Sprintdistanzen 100 und 200 Meter.

## Vereinszugehörigkeiten
Nicole Nicoleitzik ist beim TV Püttlingen. Sie tritt in der Startklasse T38 (Athleten mit Ataxie) an.

## Persönliche Bestleistungen
(Stand: 12. September 2016)
- 100 m: 14,49 s, Rio de Janeiro 2016, 9. September 2016
- Weitsprung: 4,18 m

## Erfolge
national
- 2014: Internationale Deutsche U20-Meisterin (100 m, 200 m und Weitsprung)
- 2015: Internationale Deutsche U20-Meisterin (100 m, 200 m und Weitsprung)
- 2016: Deutsche Hallenvizemeisterin (60 m)
- 2016: 3. Platz Deutsche Hallenmeisterschaften (Weitsprung)
- 2016: Internationale Deutsche Vizemeisterin[7] (Weitsprung)
- 2016: 3. Platz Internationale Deutsche Meisterschaften (100 m)[8] und (200 m)[9]

international
- 2013: 3. Platz U23-Weltmeisterschaften (100 m, 200 m und Weitsprung)
- 2014: U23-Weltmeisterin (Weitsprung und 4 × 100 m)
- 2014: 3. Platz U23-Weltmeisterschaften (200 m)
- 2014: 4. Platz U23-Weltmeisterschaften (100 m)
- 2015: U23-Vizeweltmeisterin (200 m und 4 × 100 m)
- 2015: 4. Platz U23-Weltmeisterschaften (100 m)
- 2015: 5. Platz U23-Weltmeisterschaften (Weitsprung)
- 2016: 4. Platz Paralympische Spiele (4 × 100 m)
- 2016: 10. Platz Paralympische Spiele (Weitsprung)
- 2016: 12. Platz Paralympische Spiele (100 m)
- 2018: IPC-Europameisterin (100 und 200 m)